# Sagittocythere barri
Sagittocythere barri är en kräftdjursart som först beskrevs av C. W. Hart och Hobbs 1961.  Sagittocythere barri ingår i släktet Sagittocythere och familjen Entocytheridae. Inga underarter finns listade i Catalogue of Life.